# Epimedium sagittatum
Epimedium sagittatum är en berberisväxtart som först beskrevs av Philipp Franz von Siebold och Zucc., och fick sitt nu gällande namn av Carl Maximowicz. Epimedium sagittatum ingår i släktet sockblommor, och familjen berberisväxter. Utöver nominatformen finns också underarten E. s. glabratum.